# Hiram Lawton Richmond

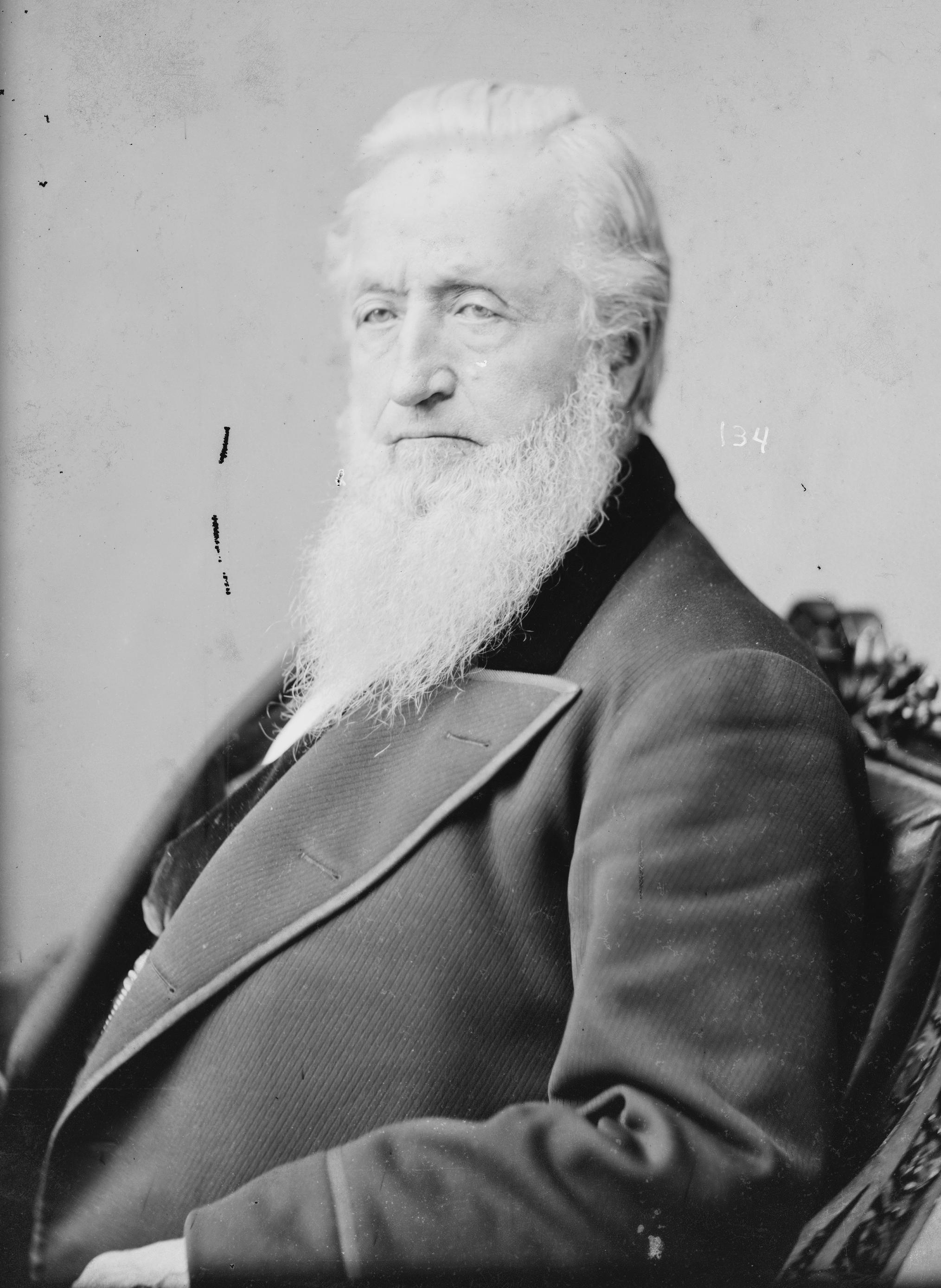
Hiram Lawton Richmond

Hiram Lawton Richmond (* 17. Mai 1810 in Chautauqua, Chautauqua County, New York; † 19. Februar 1885 in Meadville, Pennsylvania) war ein US-amerikanischer Politiker. Zwischen 1873 und 1875 vertrat er den Bundesstaat Pennsylvania im US-Repräsentantenhaus.

## Werdegang
Hiram Richmond wurde zunächst von einem Privatlehrer unterrichtet und besuchte danach die öffentlichen Schulen seiner Heimat. Er studierte zwei Jahre lang bei seinem Vater Medizin. In den Jahren 1834 und 1835 besuchte er das Allegheny College; er machte dort aber keinen Abschluss. Nach einem anschließenden Jurastudium und seiner 1838 erfolgten Zulassung als Rechtsanwalt begann er in Meadville in diesem Beruf zu arbeiten. Politisch war er ein überzeugter Anhänger der Whig Party. Nach deren Auflösung in den 1850er Jahren schloss er sich der 1854 gegründeten Republikanischen Partei an.
Bei den Kongresswahlen des Jahres 1872 wurde Richmond im 20. Wahlbezirk von Pennsylvania in das US-Repräsentantenhaus in Washington, D.C. gewählt, wo er am 4. März 1873 die Nachfolge des Demokraten Samuel Griffith antrat. Da er im Jahr 1874 auf eine weitere Kandidatur verzichtete, konnte er bis zum 3. März 1875 nur eine Legislaturperiode im Kongress absolvieren. Nach seiner Zeit im US-Repräsentantenhaus praktizierte Hiram Richmond wieder als Anwalt. Über viele Jahre hinweg war er Kuratoriumsmitglied des Allegheny College. Er starb am 19. Februar 1885 in Meadville, wo er auch beigesetzt wurde.